# Horst Häfner
Horst Häfner (* 5. Oktober 1940 in Düsseldorf; † 12. Mai 2020) war ein deutscher Fußballspieler.

## Werdegang
Vom BV 04 Düsseldorf kam der junge Halbstürmer Häfner zur Saison 1960/61 zu Hamborn 07 in die Oberliga West. Er debütierte am 14. August 1960 beim 3:1-Auswärtserfolg bei Borussia Mönchengladbach in der damals erstklassigen Oberliga West. Er spielte in der Mannschaft von Trainer Fred Harthaus im damaligen WM-System auf Halblinks. Mit Mitspielern wie Horst Podlasly (Torhüter), Rolf Schafstall, Rainer Plich, Werner Rinass, Horst Jesih und Johann Sabath erreichten die schwarz-gelben „Löwen“ den siebten Rang. Der Neuzugang aus Düsseldorf hatte alle 30 Ligaspiele absolviert und dabei drei Tore erzielt. Im DFB-Pokal 1961 zeichnete er sich in der 1. Hauptrunde am 29. Juli 1961 beim 3:1-Heimerfolg im August-Thyssen-Stadion gegen den SV Waldhof als dreifacher Torschütze aus. Im Halbfinalspiel am 23. August (1:2) gegen den 1. FC Kaiserslautern konnte er verletzungsbedingt nicht mitwirken. In diesen Jahren waren neben Hamborn 07 mit dem Meidericher SV und dem Duisburger Spielverein noch zwei weitere Mannschaften aus Duisburg in der Oberliga West vertreten. In den letzten zwei Runden der alten Oberligaära, 1961 bis 1963, rangierte Hamborn jeweils auf dem 12. Rang und konnte sich somit nicht für die ab der Saison 1963/64 eingeführte Fußball-Bundesliga qualifizieren. Das letzte Oberligaspiel bestritt Häfner mit Hamborn am 11. Mai 1963 bei einer 0:4-Niederlage beim Meister 1. FC Köln. Insgesamt wird er von 1960 bis 1963 mit 85 Oberligaspielen und 18 Toren geführt. Zur Saison 1963/64 wechselte er zum Ligakonkurrenten Fortuna Düsseldorf in die Fußball-Regionalliga West.
Es war die erste Saison der zweitklassigen Regionalliga, dem Unterbau der neu eingeführten Bundesliga. Häfner spielte unter Trainer Kuno Klötzer und an der Seite von Torjäger Peter Meyer (36-30) mit der Fortuna um die Spitzenplätze, doch am Ende wurde die Aufstiegsrunde knapp verpasst. Es stand Platz drei zu Buche, hinter dem Meister Alemannia Aachen und dem Wuppertaler SV. In der nächsten Saison, 1964/65, folgte wiederum hinter Meister Mönchengladbach und dem Vizemeister Aachen ein dritter Platz. In der Saison 1965/66 errang Häfner mit seinen Mitspielern vor Rot-Weiss Essen und Aachen die Meisterschaft. Der Halbstürmer mit Spielmacherqualitäten hatte 34 Ligaspiele absolviert und vier Tore erzielt. In der anschließenden Aufstiegsrunde zur Bundesliga wurde der Sprung in die höchste Klasse gegen die Konkurrenz aus Offenbach, Hertha BSC und Pirmasens perfekt gemacht. Häfner hat für Düsseldorf insgesamt 97 Regionalligaspiele absolviert und neun Tore erzielt.
In seiner Bundesligasaison 1966/67 absolvierte er 17 Spiele und stieg zum Spielzeitende wieder in der Regionalliga ab. Am Starttag der Saison, hatte er mit der Fortuna einen 2:1-Auswärtserfolg bei Borussia Dortmund gelandet. Sein letztes Bundesligaspiel bestritt er am 18. März 1967 bei der 0:1-Auswärtsniederlage gegen Werder Bremen. Der Düsseldorfer Angriff war in der Besetzung mit Hilmar Hoffer, Reinhold Straus, Peter Meyer, Häfner und Waldemar Gerhardt aufgelaufen. Nach dem Abstieg veränderte Fortuna Düsseldorf massiv den Spielerkader und Häfner beendete seine höherklassige Laufbahn. Er wechselte als Amateurspieler zum FC Unterrath.
Er führte über 40 Jahre in Düsseldorf-Unterrath eine Kneipe mit dem Namen „Irenenstube“. Häfner starb am 12. Mai 2020.